# Fredrik Lundgren (skolman)
Jonas Fredrik Lundgren, född 18 november 1847 i Grythyttans församling, Örebro län, död 25 januari 1915 i Stockholms stad, var en svensk skolman.
Lundgren tog folkskollärarexamen i Uppsala 1869. Han var adjunkt vid Stockholms seminarium och blev 1891 rektor där. Lundgren redigerade Folkskolans vän 1885-87) och författade ett stort antal skrifter, bland vilka märks Biblisk historia för folkskolan (1885, flera senare upplagor, tillsammans med Wilhelm Norlén), Handbok till bibliska historien (1889, flera senare upplagor) och Handledning vid bibelläsning i skolan (3 band, 1893-1910).